# N587 (België)
De N587 is een gewestweg die de N572a met de N29 verbindt in de Belgische stad Charleroi. De route heeft een lengte van ongeveer 4 kilometer.

## Traject
De N587 gaat vanuit de N572a verder richting Fleurus waarbij het onderweg toeritten heeft naar de R3. De weg eindigt bij De N29.